# Junkers Motorenwerke
Pour les articles homonymes, voir Junkers (homonymie).
Junkers Motorenwerke (Jumo) était une entreprise spécialisée dans la fabrication de moteurs pour l'industrie aéronautique. Il s'agissait de la filiale de Junkers qui s'est séparée de la société mère en 1923. 
Cette société s'est considérablement développée dans les années 1920 et 1930, avec des usines réparties dans toute l'Allemagne. Jumo a été la première entreprise à produire industriellement un moteur diesel d'avion, le piston opposé disposition deux temps Jumo 205, et la première entreprise allemande à proposer un moteur moderne adapté à l'aviation grâce au Jumo 210 de 650 ch possédant la caractéristique d'être un moteur en V inversé. Mais, avec les avancées rapides dans les cellules, après quelques années, ce moteur était considéré comme étant sous-puissant, obligeant Jumo à réagir avec le Jumo 211, plus grand, le moteur aéronautique allemand le plus produit durant les années de guerre. 
Le 211 a largement équipé les bombardiers Junkers - le plus souvent sous une forme «unifiée» pour le Junkers Ju 88A, ainsi que dans le bombardier moyen Heinkel He 111H, mais peu utilisé sur d'autres appareils, en grande partie à cause de la concurrente Daimler-Benz DB 601. Le développement ultérieur du 211 a abouti au Jumo 213. L'unique tentative de moteur à piston d’une puissance supérieure à 1 500 kW, le Junkers Jumo 222, souffrait d’une métallurgie inadéquate. Cependant, le premier turboréacteur équipé de compresseurs à flux axial produit au monde est sorti de la firme Jumo en 1944 sous le nom de Junkers Jumo 004, devenant ainsi le premier turboréacteur à être utilisé sur un avion de chasse, le Messerschmitt Me  262.

## Moteurs

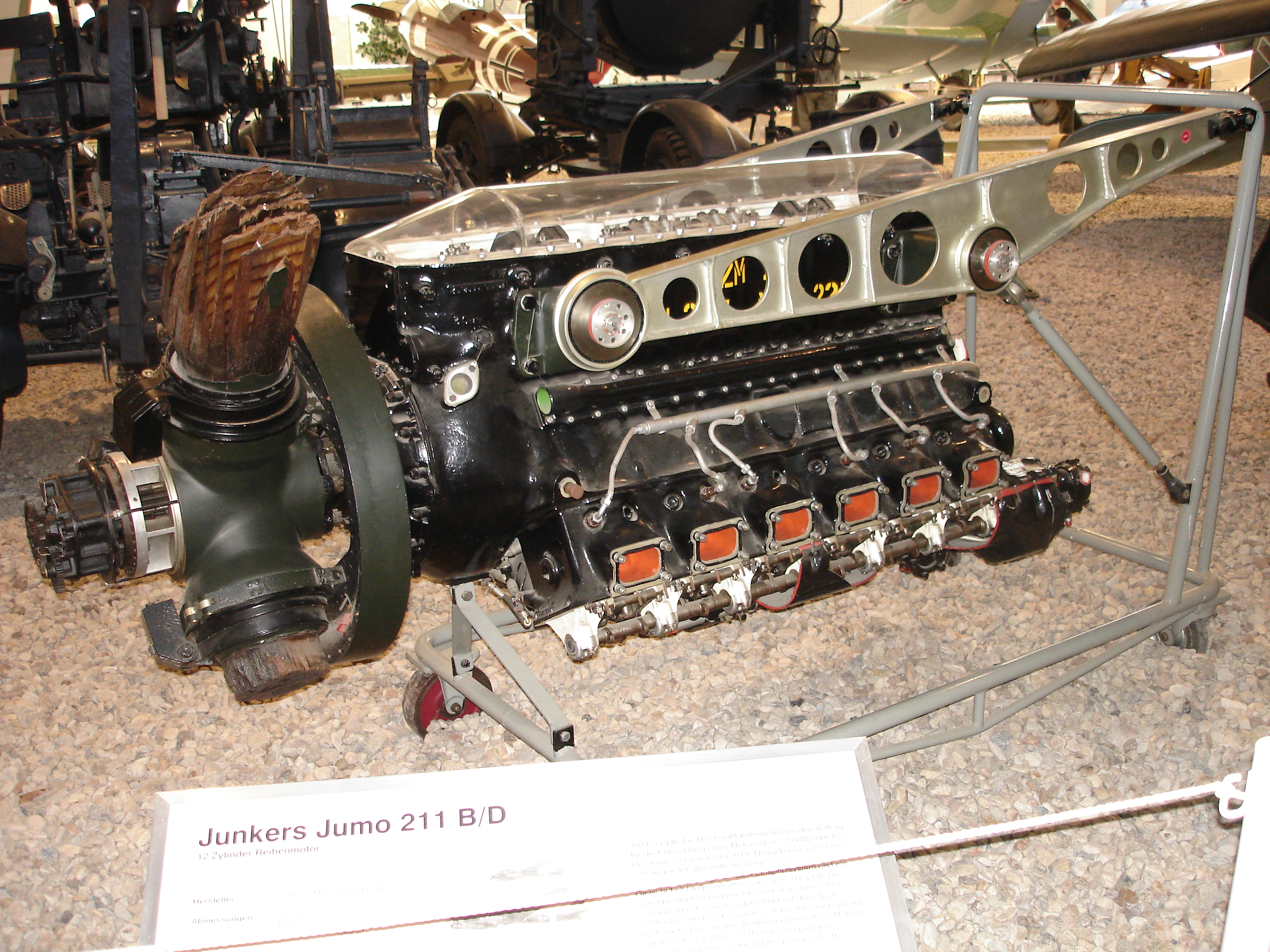
Jumo 211.

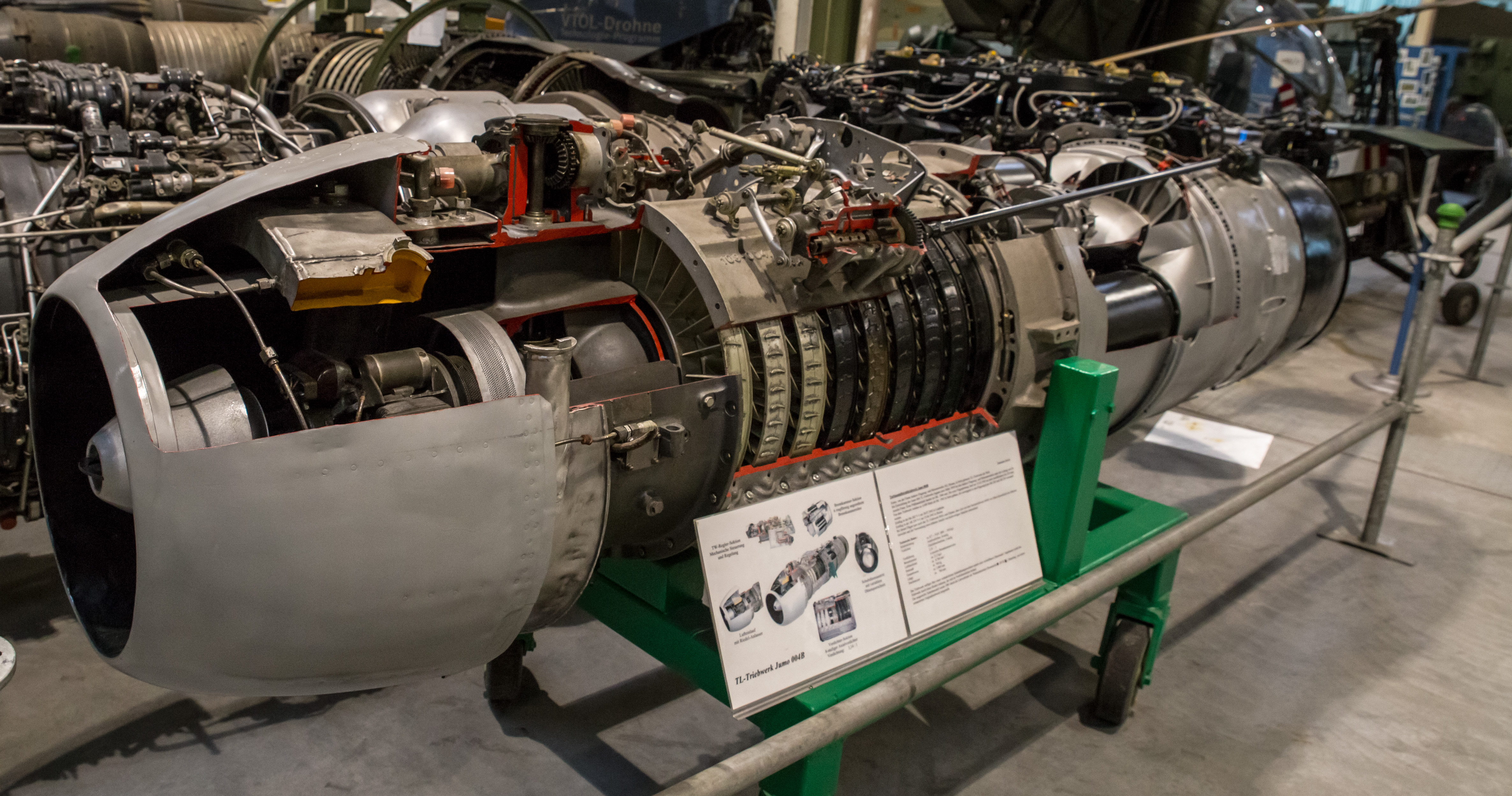
Jumo 004B.

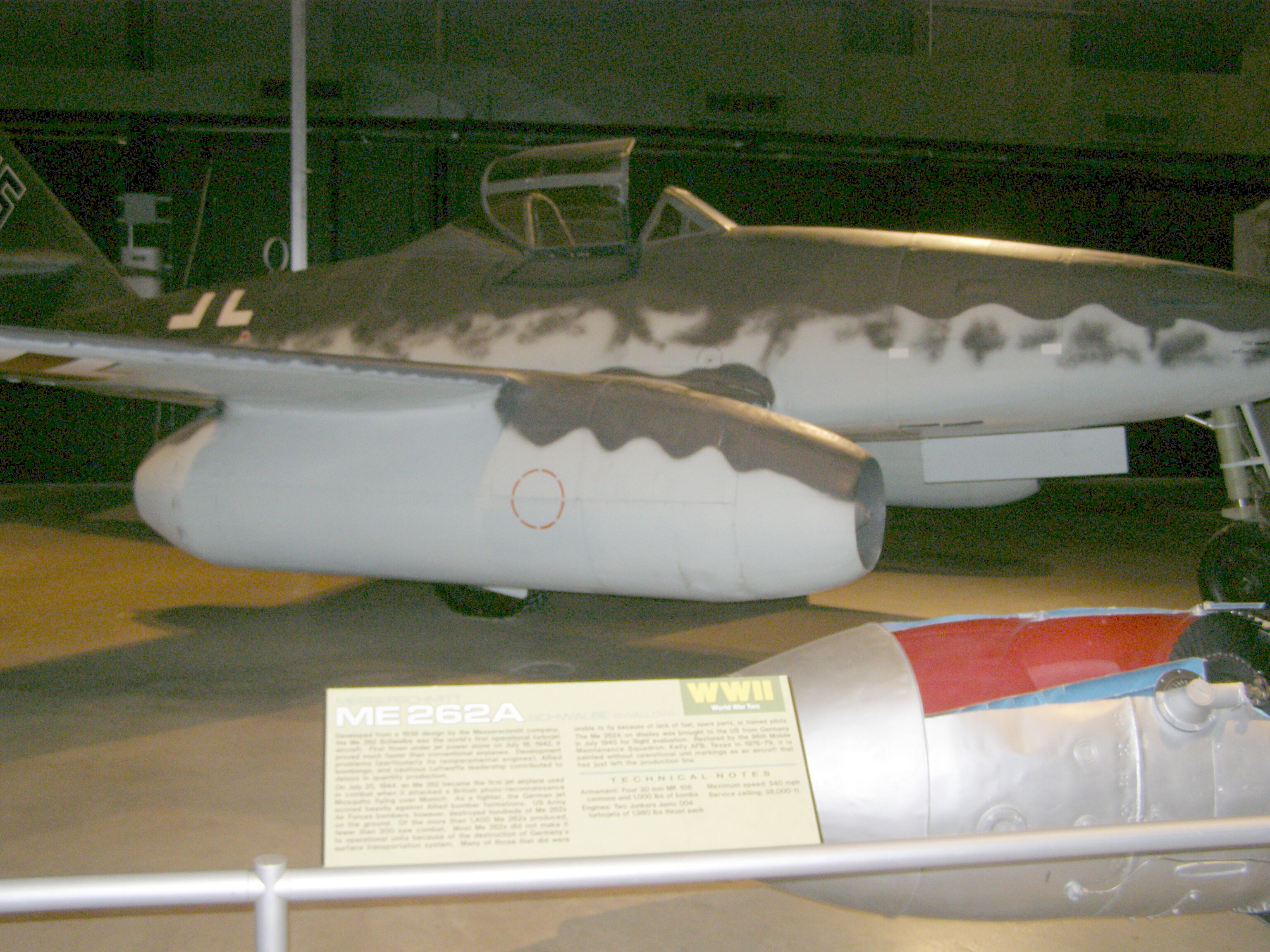
Jumo 004B installé sur un Me 262.

### Moteurs à essence
- Junkers Jumo 210
- Junkers Jumo 211
- Junkers Jumo 212
- Junkers Jumo 213
- Junkers Jumo 214
- Junkers Jumo 221
- Junkers Jumo 222
- Junkers Jumo 225

### Moteurs Diesel
- Junkers Jumo 204
- Junkers Jumo 205
- Junkers Jumo 206
- Junkers Jumo 207
- Junkers Jumo 208
- Junkers Jumo 209
- Junkers Jumo 218
- Junkers Jumo 223
- Junkers Jumo 224

### Turboréacteurs
- Junkers Jumo 004
- Junkers Jumo 012
- Junkers Jumo 022